# Tony Ross

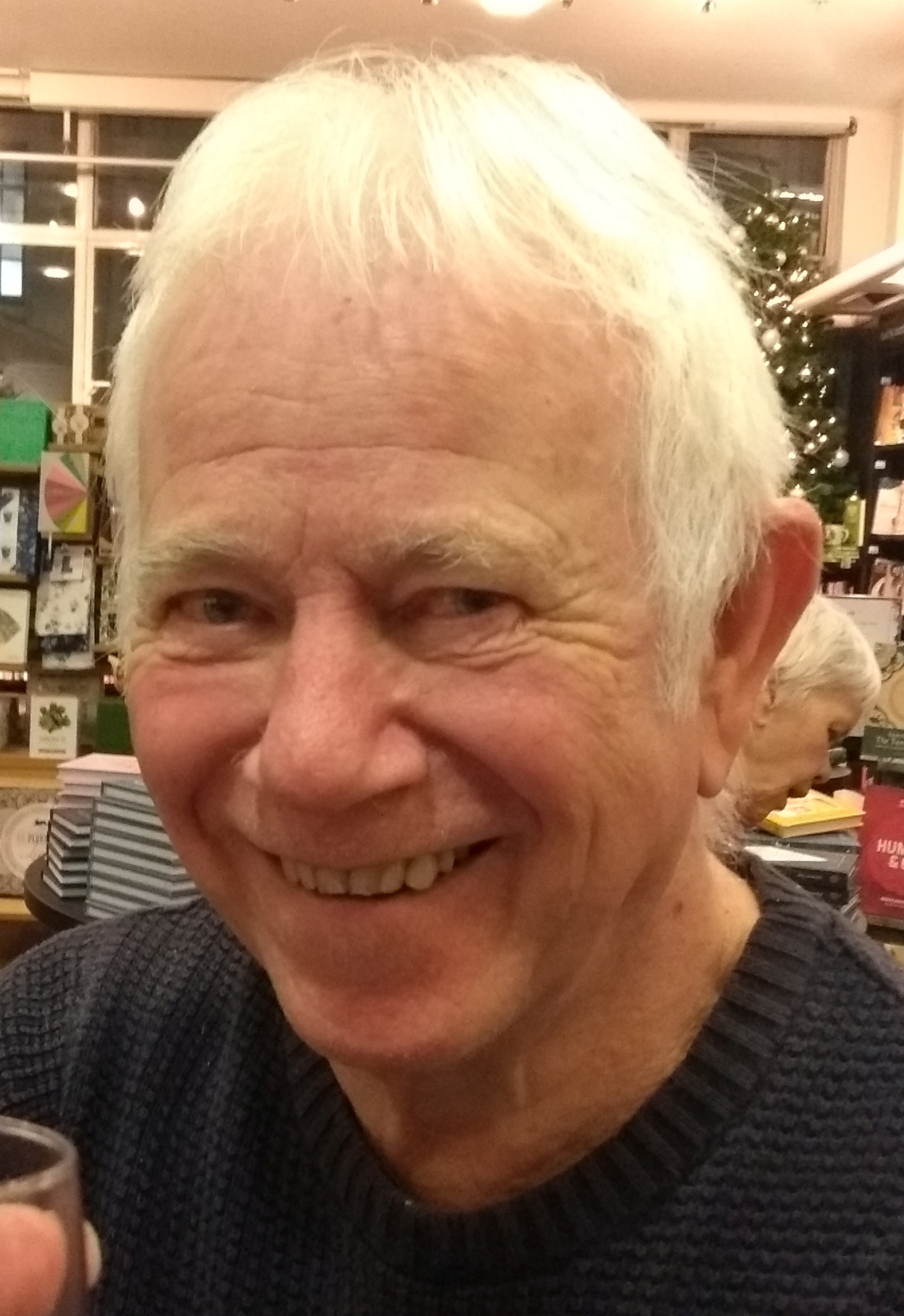
Rostro de Anthony Lee Ross

Anthony Lee Ross (Londres, 10 de agosto de 1938), conocido como Tony Ross, es un ilustrador y escritor inglés. Estudió en la Escuela de Arte de Liverpool. Trabajó más tarde como dibujante de historietas, diseñador gráfico, y director de arte en una agencia de publicidad. Publicó su primer libro en 1976: Goldilocks and the Three Bears. Desde entonces no ha parado de ilustrar, tanto sus propios textos, como los de otros autores de primera fila: Roald Dahl, Hazel Townson, etc.
Ha obtenido en tres ocasiones el Silver Paintbrush Award (1980, 1984, 1995) por sus obras Jack and the Beanstalk, Towser and Sadie's Birthday, y The Second Princess. I Want My Potty ganó el Dutch Silver Pencil Award al mejor texto de un autor extranjero, y se convirtió en el número uno de ventas en Reino Unido en 1987. En 1986 ganó con I'm Coming to Get You el German Children's Book Prize. 
Sus series de libros más populares son la del profesor extraterrestre Dr. Xargle (escrita por Jeanne Willis e ilustrada por Tony Ross), y la protagonizada por el terrier Towser (de la que se hizo también serie animada gracias a David McKee y la productora King Rollo Films).

## Algunos libros
- La culpa es de Óscar
- Doña Cabra y sus siete cabritillos
- Juan el perezoso
- Martes terrible (con Hazel Townson)
- Nica
- La pequeña princesa
- Quiero el tito
- ¿Será porque...?
- Pablo diablo (saga)
- Lucas (con Tony Bradman)
- ¿Seguiremos siendo amigos?
- Un cuento de hadas
- La increíble historia de...LA ABUELITA GÁNSTER

- Datos: Q48805711
- Multimedia: Tony Ross / Q48805711